# ウングヴァーリ・ミクローシュ
ウングヴァーリ・ミクローシュ（ラテン語: Miklós Ungvári、1980年10月15日 - ）は、ハンガリーのペシュト県・ツェグレード出身の男子柔道家。弟のウングヴァーリ・アティッラも柔道家。

## 来歴
2002年のヨーロッパ選手権66kg級で優勝した。2004年のアテネオリンピックでは2回戦でポルトガルのジョアン・ピナに敗れた。その後、2005年から世界選手権66kg級で3大会連続3位となった。2008年の北京オリンピックでは3回戦でロシアのアリム・ガダノフに敗れた。2011年のヨーロッパ選手権で優勝した。2012年のロンドンオリンピックでは3度目の出場にして決勝まで進むも、ジョージアのラシャ・シャヴダトゥアシヴィリに有効で敗れたが銀メダルを獲得した。その後、階級を73kg級に上げると、2014年のヨーロッパ選手権で3位になった。2016年のリオデジャネイロオリンピックでは5位だった。2018年に地元で開催されたグランプリ・ブダペストでは決勝で66㎏級2014世界柔道選手権王者の海老沼匡を破って、IJFワールド柔道ツアー史上最年長となる37歳300日で優勝を飾った。

## 主な戦績
66kg級での戦績
- 2002年 - ポーランド国際　優勝
- 2002年 - ヨーロッパ選手権　優勝
- 2003年 - ハンガリー国際　優勝
- 2004年 - ロシア国際　　3位
- 2004年 - 世界学生　個人戦　優勝　団体戦　2位
- 2005年 - ハンガリー国際　優勝
- 2005年 - ヨーロッパ選手権　2位
- 2005年 - 世界選手権　3位
- 2006年 - フランス国際　3位
- 2006年 - ドイツ国際　3位
- 2006年 - ロシア国際　優勝
- 2006年 - 世界学生　2位
- 2007年 - ロシア国際　3位
- 2007年 - 世界選手権　3位
- 2008年 - ドイツ国際　2位
- 2008年 - ヨーロッパ選手権　2位
- 2009年 - グランドスラム・パリ　3位
- 2009年 - グランドスラム・モスクワ　3位
- 2009年 - 世界選手権　3位
- 2009年 - グランドスラム・東京　5位
- 2010年 - ヨーロッパ選手権　2位
- 2010年 - グランプリ・ロッテルダム　3位
- 2011年 - ヨーロッパ選手権　優勝
- 2012年 - ヨーロッパ選手権　5位
- 2012年 - ロンドンオリンピック　2位

73kg級での戦績
- 2012年 - グランプリ・アブダビ　2位
- 2013年 - グランプリ・マイアミ　2位
- 2013年 - グランプリ・アブダビ　3位
- 2014年 - グランプリ・サムスン　3位
- 2014年 - ヨーロッパ選手権　3位
- 2014年 - グランプリ・青島　3位
- 2014年 - グランドスラム・東京　3位
- 2015年 - パンナムオープン・サンティアゴ　優勝
- 2015年 - グランドスラム・バクー　3位
- 2015年 - グランプリ・ブダペスト　優勝
- 2016年 - リオデジャネイロオリンピック 5位
- 2017年 -　グランドスラム・バクー　3位
- 2018年 - グランプリ・ブダペスト　優勝
- 2021年 -　世界選手権　7位

(出典、JudoInside.com)